# 周以栗 (長沙)
周以栗（1897年10月26日—1935年2月），湖南长沙人。中共早期人物。
长沙师范学校毕业，曾在周南女校等当教师。其间，周以栗认识了徐特立、何叔衡、毛泽东，开始接受马克思主义。1924年，加入中国共产党。1925年，任中国国民党湖南省党部的中国共产党党团书记。1926年8月至9月，中国国民党湖南省第二次代表大会上，当选为执行委员。国共分裂后，曾担任中共河南省委书记，中共中央长江局军事部长，红一方面军总前委委员、总政治部主任。
1934年11月，或说1935年春，周以栗欲前往上海治病。他和陳正人从于都县出发，在离信丰河几十里处被国民革命军包围。陳正人逃脱，周以栗和所部被消滅。